# Daniel Igali
Baraladei Daniel Igali (3 febbraio 1974) è un lottatore canadese di origini nigeriane.
Ha vinto la medaglia d'oro olimpiche nella lotta libera alle Olimpiadi di Sydney 2000 nella categoria 69 kg maschile.